# Todd Solondz

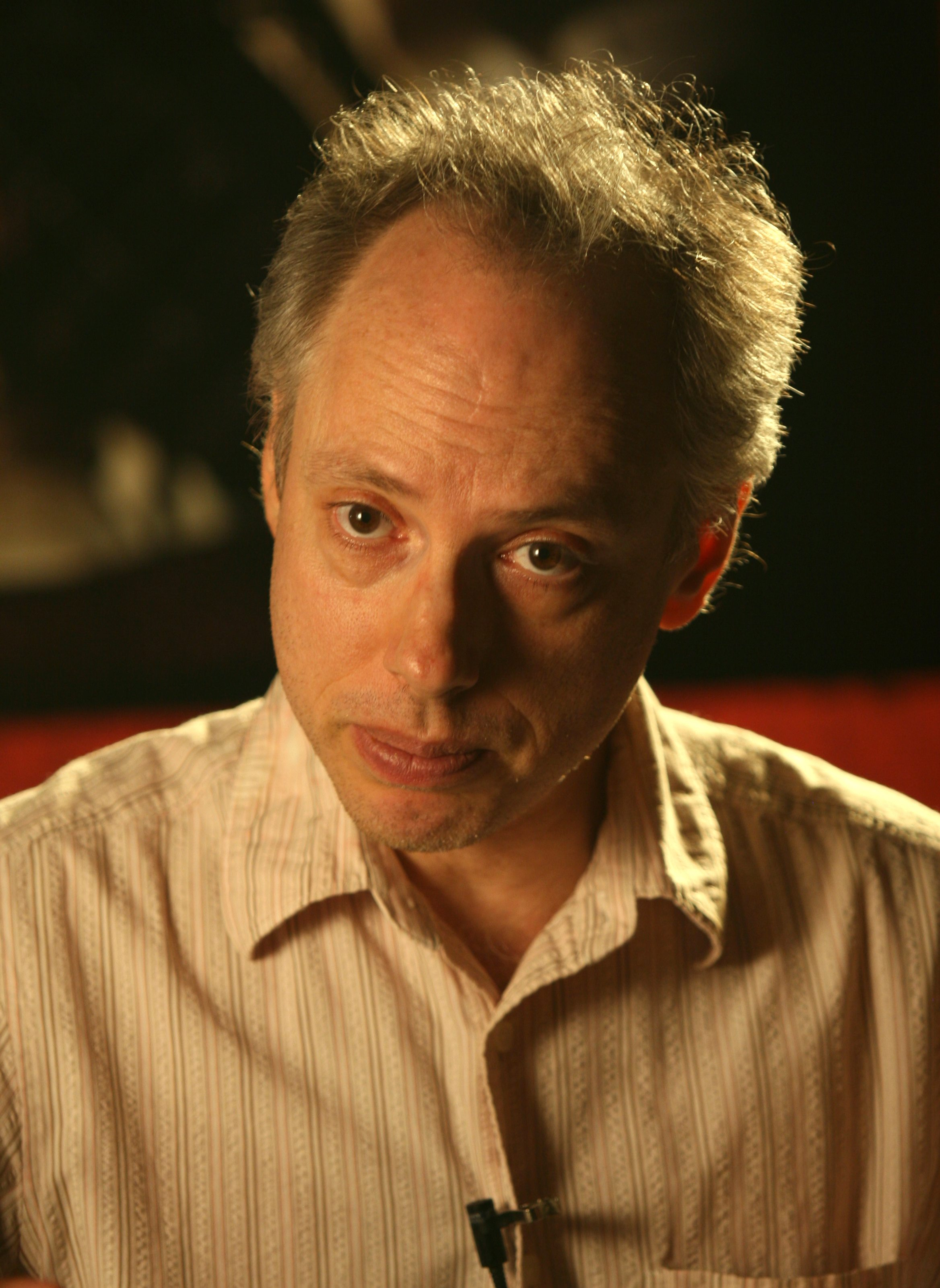
Todd Solondz

Todd Solondz (* 15. Oktober 1959 in Newark, New Jersey) ist ein US-amerikanischer Regisseur, Schauspieler, Produzent und Drehbuchautor. Er ist bekannt für seine kontroversen und teils verstörenden Filme.

## Leben
Todd Solondz wuchs auf in Irvington (New Jersey). Nachdem er ursprünglich Rabbi werden wollte, arbeitete er als Bote für die Writers Guild of America, nebenbei begann er aber bereits eigene Drehbücher zu schreiben. Nach seinem Abschluss an der Yale University und einem Abschluss in Film und Fernsehen an der Tisch School drehte er 1985 seinen ersten Kurzfilm Schatt's Last Shot. 1989 folgte der zweite Film mit dem Titel Fear, Anxiety & Depression.
Solondz' Filme handeln oft von den Problemen der suburbanen Welt in den USA, wo er auch selbst aufgewachsen ist. Mit Willkommen im Tollhaus hatte Todd Solondz seinen ersten Erfolg. Der Film handelt von Dawn Wiener, einer ungeschickten und hässlichen Jugendlichen, die in der Schule gequält wird. Zuhause wird sie von ihren Eltern vernachlässigt, da diese ihre niedliche jüngere Schwester liebhaben und verwöhnen.
Happiness, der Nachfolgefilm von Welcome to the Dollhouse, beschreibt das vorstädtische Milieu in einem ähnlich abscheulichen Licht wie sein Vorgänger, behandelt aber zusätzlich Tabuthemen wie Pädophilie, sexuelle Belästigung und Suizid. Der Film gewann unter anderem den Internationalen Kritikerpreis beim Cannes Film Festival, führte allerdings auch zu Kontroversen. So weigerte sich das Sundance Film Festival den Film in sein Programm zu nehmen, insbesondere wegen seiner provokanten Darstellung eines Pädophilen.
Auch die zwei folgenden Filme Storytelling und Palindrome waren Achtungserfolge in Cineastenkreisen, wurden allerdings zu keinen Publikumserfolgen.
2009 erhielt Solondz für seinen Spielfilm Life During Wartime, eine Fortsetzung der Familiengeschichte von Happiness, eine Einladung in den Wettbewerb der 66. Filmfestspiele von Venedig, wo er den Drehbuchpreis gewann. 2011 folgte für Dark Horse eine erneute Einladung in den Wettbewerb der 68. Internationalen Filmfestspiele von Venedig. Im Januar 2016 feierte Wiener Dog seine Premiere auf dem Sundance Film Festival.

## Filmografie

### Regie und Drehbuch
- 1985: Schatt's Last Shot
- 1989: Fear, Anxiety & Depression
- 1995: Willkommen im Tollhaus (Welcome to the Dollhouse)
- 1998: Happiness
- 2001: Storytelling
- 2004: Palindrome
- 2009: Life During Wartime
- 2011: Dark Horse
- 2016: Wiener-Dog

### Produzent
- 1995: Willkommen im Tollhaus (Welcome to the Dollhouse)

### Darsteller
- 1985: Schatt's Last Shot
- 1986: In Transit
- 1988: Die Mafiosi-Braut (Married to the Mob)
- 1989: Fear, Anxiety & Depression
- 1997: Besser geht’s nicht (As Good as It Gets)

## Auszeichnungen und Nominierungen
- 1996: Großer Preis der Jury beim Sundance Film Festival für Willkommen im Tollhaus
- 1998: Preis der internationalen Filmkritik in Cannes für Happiness und Nominierung für einen Golden Globe Award in der Kategorie Bestes Drehbuch
- 2009: Drehbuchpreis der Filmfestspiele von Venedig für Life During Wartime